# Station Juvisy
Station Juvisy is een spoorwegstation aan de spoorlijnen Paris-Austerlitz - Bordeaux-Saint-Jean en Villeneuve-Saint-Georges - Montargis. Het ligt in de Franse gemeente Juvisy-sur-Orge in het departement Essonne (Île-de-France).

## Geschiedenis
Het station is op 20 september 1840 geopend.

## Ligging
Het station ligt op kilometerpunt 19,038 van de spoorlijn Paris-Austerlitz - Bordeaux-Saint-Jean, en op kilometerpunt 21,129 van de spoorlijn Villeneuve-Saint-Georges - Montargis.

## Diensten
Het station is het grootste overstapstation in Île-de-France ten zuiden van Parijs, en wordt aangedaan door veel verschillende treinen:
- TGV Brive-la-Gaillarde - Lille Europe;
- RER C:
  - tussen Versailles-Château-Rive-Gauche en Versailles-Chantiers;
  - tussen Saint-Quentin-en-Yvelines en Saint-Martin-d'Étampes;
  - tussen Invalides en Dourdan/Dourdan - La Forêt;
  - tussen Pont du Garigliano en Brétigny;
- RER D:
  - tussen Villiers-le-Bel - Gonesse/Goussainville en Corbeil-Essonnes;
  - tussen Villiers-le-Bel - Gonesse/Juvisy-sur-Orge en Melun via Évry - Courcouronnes. Tijdens deze spits rijden de treinen niet verder van Juvisy-sur-Orge, in de daluren rijden de treinen verder naar Villiers-le-Bel - Gonesse;
  - tussen Châtelet - Les Halles en Malesherbes.

## Vorige en volgende stations
| Richting                                       | Vorig station                                                                  | Lijn  | Volgend station                                           | Richting                                         |
| ---------------------------------------------- | ------------------------------------------------------------------------------ | ----- | --------------------------------------------------------- | ------------------------------------------------ |
| Versailles-Château-Rive-Gauche C5 (via Parijs) | Athis-Mons                                                                     | RER C | Savigny-sur-Orge of Eindpunt                              | Versailles-Chantiers C8 (via Massy) Eindpunt C10 |
| Saint-Quentin-en-Yvelines C7                   | Bibliothèque François Mitterrand (buiten de spits) Choisy-le-Roi (in de spits) | RER C | Savigny-sur-Orge (buiten de spits) Brétigny (in de spits) | Saint-Martin-d'Étampes C6                        |
| Invalides                                      | Bibliothèque François Mitterrand (buiten de spits) Choisy-le-Roi (in de spits) | RER C | Savigny-sur-Orge (buiten de spits) Brétigny (in de spits) | Dourdan Dourdan - La Forêt C4                    |
| Pont du Garigliano                             | Bibliothèque François Mitterrand                                               | RER C | Savigny-sur-Orge                                          | Brétigny                                         |
| Villiers-le-Bel - Gonesse D5/Goussainville D7  | Vigneux-sur-Seine                                                              | RER D | Ris-Orangis                                               | Corbeil-Essonnes D6                              |
| Eindpunt                                       | Eindpunt                                                                       | RER D | Grigny-Centre                                             | Melun D2                                         |
| Châtelet - Les Halles D8                       | Vigneux-sur-Seine                                                              | RER D | Grigny-Centre                                             | Malesherbes D4                                   |